# Russians
Russians is een politiek gemotiveerd nummer van de Britse muzikant Sting, uitgebracht op het album The Dream of the Blue Turtles uit 1985, vier jaar voor het einde van de Koude Oorlog. Op 29 november dat jaar werd het nummer eerst in het Verenigd Koninkrijk, Ierland en op het Europese vasteland op single uitgebracht. In december volgden de VS en Canada en in januari 1986 Australië, Nieuw-Zeeland en Japan.

## Achtergrond
Sting bekritiseert in het nummer beide kanten van het IJzeren Gordijn. De melodie is die van de Romance uit de suite Luitenant Kizje van de Russische componist Sergej Prokofjev.
Een citaat luidt:
There is no such thing as a winnable war, it's a lie we do not believe anymore.
Elders in de tekst is sprake van "How can I save my little boy / From Oppenheimer's deadly toy?". Dit speelgoed is de atoombom die ten tijde van de Tweede Wereldoorlog in het Manhattanproject met als wetenschappelijk directeur Robert Oppenheimer was ontwikkeld en ten slotte werd gebruikt. De term 'little boy' verwijst in deze zin naar een kind, maar het is ook de naam van de atoombom op Hiroshima.
Daarna wordt de toon positiever en spreekt hij de hoop uit dat ook de Russen hun kinderen liefhebben. Dan, zo is de redenering, is alle vrees overbodig. Sting gaf aan dat hij het thema heeft bedacht toen hij (op illegale wijze) Russcische tv-programma's keek en zag hoe zorgvuldig de kinderprogramma's gemaakt waren.
In de intro zijn op de achtergrond enkele fragmenten te horen van Russische nieuwsberichten ten tijde van de Koude Oorlog, alsmede communicatie van de Apollo–Sojoez ruimtevaartmissie.

## Ontvangst
De plaat werd in een aantal landen een hit. In Stings'  thuisland het Verenigd Koninkrijk werd de 12e positie bereikt in de UK Singles Chart, in Ierland en Australië de 11e positie, Nieuw-Zeeland de 25e, de VS en Zweden de 16e, Canada de 35e, Frankrijk de 2e, Duitsland de 4e, Zwitserland de 13e en in de Eurochart Hot 100 de nummer 1-positie.
In Nederland was de plaat op donderdag 14 november 1985 TROS Paradeplaat op toen nog Hilversum 3 en werd mede hierdoor vanaf 1 december 1985 (datum invoering nieuw radioschema, herindeling landelijke zenders en invoering naam Radio 3) een hit in de twee landelijke hitlijsten op de nationale publieke popzender. De plaat bereikte de 8e positie in de Nationale Hitparade en de 7e in de Nederlandse Top 40. In de TROS Top 50 werd géén notering behaald, aangezien deze hitlijst op donderdag 21 november 1985 voor de laatste keer op Hilversum 3 werd uitgezonden. In de Europese hitlijst op Radio 3 (vanaf donderdag 5 december 1985), de TROS Europarade, werd de 11e positie behaald.
In België bereikte de plaat de 7e positie in de voorloper van de Vlaamse Ultratop 50  en de 8e positie in de Vlaamse Radio 2 Top 30. In Wallonië werd géén notering behaald.
Sinds de allereerste editie in december 1999 staat de plaat onafgebroken genoteerd in de jaarlijkse NPO Radio 2 Top 2000 van de Nederlandse publieke radiozender NPO Radio 2, met als hoogste notering tot nu toe een 199e positie in 1999.

## Hitnoteringen

### Nederlandse Top 40
| Hitnotering: 06-12-1985 t/m 31-01-1986 | Hitnotering: 06-12-1985 t/m 31-01-1986 | Hitnotering: 06-12-1985 t/m 31-01-1986 | Hitnotering: 06-12-1985 t/m 31-01-1986 | Hitnotering: 06-12-1985 t/m 31-01-1986 | Hitnotering: 06-12-1985 t/m 31-01-1986 | Hitnotering: 06-12-1985 t/m 31-01-1986 | Hitnotering: 06-12-1985 t/m 31-01-1986 | Hitnotering: 06-12-1985 t/m 31-01-1986 | Hitnotering: 06-12-1985 t/m 31-01-1986 |
| Week:                                  | 1                                      | 2                                      | 3                                      | 4                                      | 5                                      | 6                                      | 7                                      | 8                                      |                                        |
| -------------------------------------- | -------------------------------------- | -------------------------------------- | -------------------------------------- | -------------------------------------- | -------------------------------------- | -------------------------------------- | -------------------------------------- | -------------------------------------- | -------------------------------------- |
| Positie:                               | 23                                     | 14                                     | 8                                      | 7                                      | 8                                      | 11                                     | 19                                     | 37                                     | uit                                    |

### Nationale Hitparade
| Hitnotering: 05-12-1985 t/m 06-02-1986 | Hitnotering: 05-12-1985 t/m 06-02-1986 | Hitnotering: 05-12-1985 t/m 06-02-1986 | Hitnotering: 05-12-1985 t/m 06-02-1986 | Hitnotering: 05-12-1985 t/m 06-02-1986 | Hitnotering: 05-12-1985 t/m 06-02-1986 | Hitnotering: 05-12-1985 t/m 06-02-1986 | Hitnotering: 05-12-1985 t/m 06-02-1986 | Hitnotering: 05-12-1985 t/m 06-02-1986 | Hitnotering: 05-12-1985 t/m 06-02-1986 | Hitnotering: 05-12-1985 t/m 06-02-1986 | Hitnotering: 05-12-1985 t/m 06-02-1986 |
| Week:                                  | 1                                      | 2                                      | 3                                      | 4                                      | 5                                      | 6                                      | 7                                      | 8                                      | 9                                      | 10                                     |                                        |
| -------------------------------------- | -------------------------------------- | -------------------------------------- | -------------------------------------- | -------------------------------------- | -------------------------------------- | -------------------------------------- | -------------------------------------- | -------------------------------------- | -------------------------------------- | -------------------------------------- | -------------------------------------- |
| Positie:                               | 31                                     | 8                                      | 9                                      | 8                                      | 8                                      | 8                                      | 12                                     | 22                                     | 34                                     | 41                                     | uit                                    |

### TROS Europarade
Hitnotering: 09-01-1986 t/m 07-06-1986. Hoogste notering: #11 (1 week).

### NPO Radio 2 Top 2000
| Nummer met noteringen in de NPO Radio 2 Top 2000 | '99 | '00 | '01 | '02 | '03 | '04 | '05 | '06 | '07 | '08 | '09 | '10 | '11 | '12 | '13 | '14 | '15 | '16 | '17 | '18 | '19 | '20  | '21  | '22 | '23 | '24 |
| ------------------------------------------------ | --- | --- | --- | --- | --- | --- | --- | --- | --- | --- | --- | --- | --- | --- | --- | --- | --- | --- | --- | --- | --- | ---- | ---- | --- | --- | --- |
| Russians                                         | 199 | 302 | 334 | 309 | 337 | 356 | 519 | 621 | 733 | 504 | 625 | 607 | 576 | 600 | 517 | 652 | 613 | 730 | 822 | 904 | 906 | 1036 | 1051 | 433 | 610 | 699 |

1. ↑  Een vetgedrukt getal geeft de hoogste notering aan.

- Dutchcharts: (Nederlandse Top 40, Nationale Hitparade, TROS Top 50, TROS Europarade, Vlaamse Ultratop 50, Vlaamse Radio 2 Top 30, UK Singles Chart)
- Hilversum 3 wiki (TROS / VOO)
- NPO 3FM (Radio 3) wiki
- NPO Radio 2